# 长柱独花报春
长柱独花报春（学名：Omphalogramma souliei）为报春花科独花报春属下的一个种。